# 황색 포도상구균
황색 포도알균(Staphylococcus aureus, /ˌstæfɪləˈkɒkəs ˈɔːriəs, -loʊ-/) 또는 황색 포도구균 또는 황색 포도상구균(黃色葡萄狀球菌)은 그람 양성균인 포도상구균의 한 종이다. 코, 호흡계통, 피부에 잘 존재한다. 피부 감염이나 호흡기계 감염, 부비강염, 식중독 등을 일으킬 수 있으나 병원체가 아닌 정상 세균총으로 존재할 수 있다. 항생제에 내성을 가진 메티실린 내성 황색포도상구균(MRSA)및 반코마이신 내성 황색포도상구균(VRSA)등이 출현하여 세계적으로 이슈가 된바 있다.

## 역사

### 발견
1881년에 스코틀랜드 외과의 알렉산더 오그스턴 경이 수술 중 고름을 채취하여 검사한 결과, 포도상구균이 상처의 감염을 야기할 수 있음을 처음으로 발견했다. 이후 현미경을 통해 형태를 확인한 결과 포도알과 비슷하게 생겼다 하여 Staphylococcus(Staphylo- : 포도알)이라 명명하였다. 이후 독일의 과학자 프리드리히 율리우스 로젠바흐가 백색포도상구균(S. albus, 현재 학명은 S. epidermidis)으로부터 황색포도상구균을 동정하였다. 1930년대 초에 의사들은 응고효소 검사를 통해 황색포도상구균을 더욱 효율적으로 검출하는 방법을 고안해냈다. 1940년대 이전까지만 해도 특별한 치료법이 없어 황색포도상구균 감염에 의한 사망률이 매우 높았는데, 이후 의사들은 페니실린이 효과를 보인다는 사실을 발견하고 치료제로 사용하였다. 그러나 1940년 말에 페니실린에 저항성을 가진 균주가 등장함에 따라 현재에도 이 균주에 의한 집단발병이 꾸준히 발생하고 있다.

## 미생물학

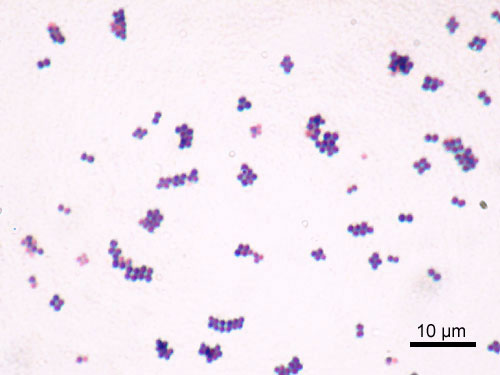
부생성포도상구균(S. saprophyticus)을 그람염색한 사진. 세포벽이 크리스탈바이올렛 염색약을 흡수했다.

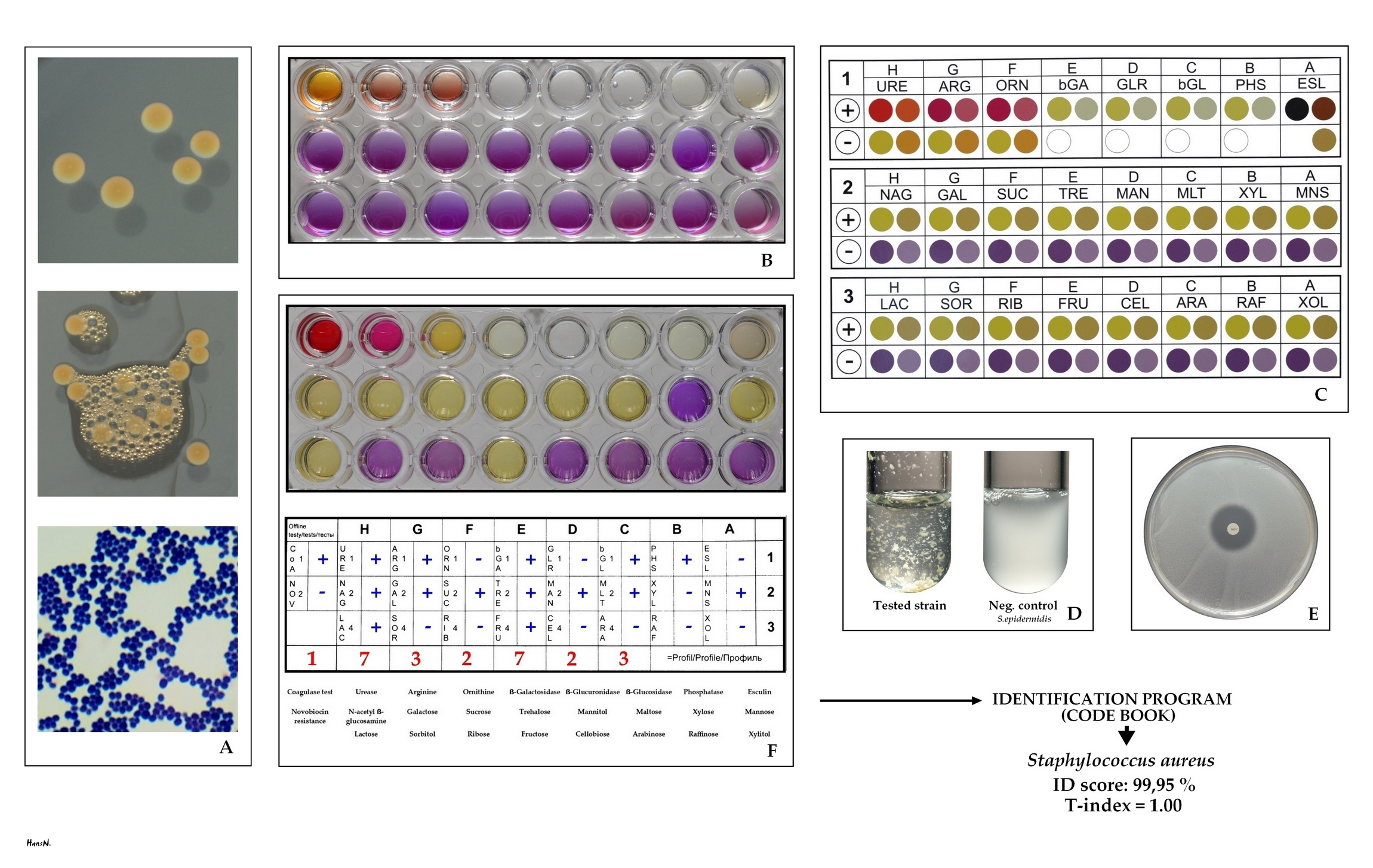
황색포도상구균의 특성

포도상구균과 연쇄상구균은 이름도 비슷하고 의학적 증상도 유사하나 엄연히 다른 속이다. 황색포도상구균은 조건혐기성 미생물, 그람 양성균, 구균으로 분류된다. 운동성이 없으며 내생포자를 만들지 않는다. 서적에서 S. aureus, Staph aureus or Staph a. 등으로 축약하여 부르기도 한다. 현미경으로 보면 포도송이같이 여러 개체가 한데 모여있으며, 혈액 한천 배지에서 자랄 때는 크고 둥근 황색 콜로니를 형성하고 때때로 용혈 현상을 보이기도 한다. 분열법을 통해 무성으로 생식한다. 분열의 마지막 단계에서 자가분해효소를 분비함으로써 두 딸세포가 분리되는데, 이 자가분해효소가 충분히 분비되지 못할 때 포도송이처럼 하나로 뭉쳐 자란다.
카탈레이스를 합성한다. 카탈레이스를 통해 과산화 수소를 물과 산소로 분리한다. 장내구균, 연쇄상구균에서 황색포도상구균을 구분하기 위해 카탈레이스 합성 여부를 검사하기도 한다. 과거에는 연쇄상구균과 구분하기 위해 응고효소의 분비 여부를 주로 검사했으나, 모든 황색포도상구균주가 응고효소를 분비하는 것이 아닌데다 제대로 된 구분이 이루어지지 않을 경우 치료가 제대로 이루어지지 않을 수 있기 때문에 지금은 지양된다.
형질전환을 통해 다른 박테리아들과 상동 재조합을 함으로써 유전적 다양성을 갖추게 될 수도 있다. 자연에서는 이 형질전환이 활발히 이루어지나, 실험실에서는 잘 이루어지지 않는다. 이처럼 자연적인 형질 전환이 잘 이루어지는 적절한 환경이 있을 것으로 추정되나, 아직 발견되지는 않았다.

## 병리학

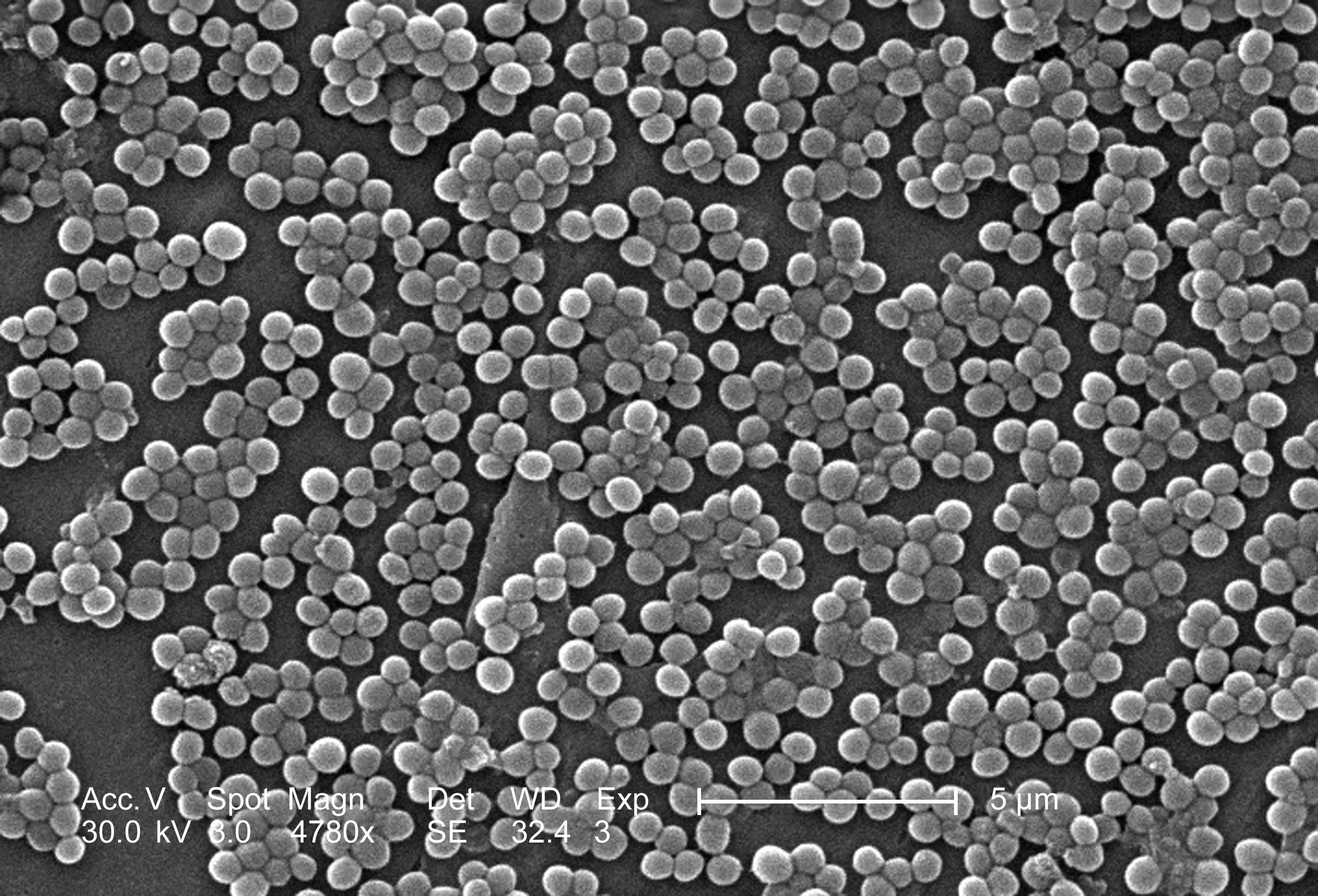
주사전자현미경이 수많은 메티실린 내성 황색포도상구균 군집을 보여주고 있다.

대략 30%의 인구에서 편리 공생을 하며 일반적으로 별 증세를 나타내지 않은 채로 군체를 형성하고 있는데, 이들 중 일부는 질병의 원인이 되기도 한다. 균혈증과 감염성심내막염을 일으키는 가장 큰 원인들 중 하나이다. 피부나 점막에 틈이 생겼을 때 비집고 들어와 피부 및 유조직을 감염시키기도 한다.
감염된 사람에게서 상처에서 흘러나온 고름과 접촉함으로써 감염될 수 있으며, 수건, 침대 커버, 의류, 운동기구 등 물체에 대한 간접접촉을 통해서도 감염될 수 있다. 인공관절을 이식한 이후 이 세균으로 인해 화농성 관절염, 포도상구균성 심장내막염, 폐렴 등이 발생할 수 있다. 이식물 등 보철물에 생물막을 만드는 가장 큰 원인이 되며, 억제자 등 독소를 통해 감염증세를 일으킨다.
비누를 사용해 손을 씻고 매일 샤워하는 등 기본적인 청결을 유지함으로써 예방할 수 있다.
신체에서 수 년간 잠복해 있을 수 있다. 증상이 나타난 경우 이주간 전염성을 지니며, 질병 증세는 수 주간 지속된다. 치료를 받지 않을 경우 사망에 이를 수도 있다.

## 같이 보기
- 다제내성균
- 반코마이신 내성 황색 포도상구균
- 메티실린 내성 황색 포도상구균
- 포도상구균

## 참고 문헌
- Loskill P, Pereira PM, Jung P, Bischoff M, Herrmann M, Pinho MG, Jacobs K (September 2014). “Reduction of the peptidoglycan crosslinking causes a decrease in stiffness of the Staphylococcus aureus cell envelope”. 《Biophysical Journal》 107 (5): 1082–1089. Bibcode:2014BpJ...107.1082L. doi:10.1016/j.bpj.2014.07.029. PMC 4156677. PMID 25185544.
- Benson MA, Ohneck EA, Ryan C, Alonzo F, Smith H, Narechania A, Kolokotronis SO, Satola SW, Uhlemann AC, Sebra R, Deikus G, Shopsin B, Planet PJ, Torres VJ (August 2014). “Evolution of hypervirulence by a MRSA clone through acquisition of a transposable element”. 《Molecular Microbiology》 93 (4): 664–81. doi:10.1111/mmi.12682. PMC 4127135. PMID 24962815.